# Teucholabis (Teucholabis) seticosta
Teucholabis (Teucholabis) seticosta is een tweevleugelige uit de familie steltmuggen (Limoniidae). De soort komt voor in het Australaziatisch gebied.